# Полісиндетон
Полісиндето́н (грец. πολυσύνδετον), або багатосполучнико́вість — стилістична фігура, що полягає у такій побудові фрази, при якій всі або майже всі однорідні члени речення зв'язані між собою одним і тим самим сполучником (найчастіше сполучником «і»), тоді як звичайно в цьому випадку з'єднуються лише два останніх однорідних члени речення. Використовується для посилення експресії.
Багатосполучниковість характерна для мови фольклору, художнього та публіцистичного стилю.
Приклади:
|  | Прошу, сестро, до хати. Та й будемо частувати. І наїстись, і напитись, і на нас подивитись Народна пісня |

|  | „Іду самотньо, мовчки, без мети: Лише гуртом і пущі і пустині З піснями, з гуком можна перейти.” Максим Рильський |